# S.S. Virtus Lanciano 1924
Società Sportiva Virtus Lanciano 1924 là một câu lạc bộ bóng đá Ý, có trụ sở tại Lanciano, Abruzzo. Đội đã chơi lần cuối tại Serie B vào năm 2015-16 và hiện không tham gia bất kỳ giải đấu nào.

## Lịch sử

Logo cũ, được sử dụng cho đến năm 2008

Câu lạc bộ được thành lập vào năm 1919 và được thành lập lại vào năm 2008 với tên hiện tại. Năm đó SS Lanciano Srl bị phá sản; một công ty mới SS Virtus Lanciano 1924 mua lại danh hiệu thể thao bằng cách sử dụng Điều 52 của NOIF.
Trong mùa 2011-12, lần đầu tiên nó được thăng hạng lên Serie B dưới sự dẫn dắt của Carmine Gautieri, người cũng đã dẫn dắt đội đến mùa giải đầu tiên ở giải hạng hai, kết thúc ở vị trí giữa bảng an toàn.
Virtus Lanciano đã tạo nên kỳ tích vào cuối năm 2013 sau khi câu lạc bộ, bây giờ đứng đầu là Marco Baroni, làm cả nước ngạc nhiên khi dẫn đầu bảng xếp hạng bất bại, chống lại tất cả các tỷ lệ cược, vào cuối tháng Mười.
Câu lạc bộ đã kết thúc mùa giải 2015-16 với sự xuống hạng và liên tiếp từ bỏ để đăng ký cho mùa giải Lega Pro mới do vấn đề tài chính và hành chính. Câu lạc bộ đã bị loại trừ hoàn toàn khỏi kim tự tháp giải bóng đá Ý và hiện chỉ hoạt động ở giải trẻ.

## Màu sắc và huy hiệu
Màu chính thức của đội là đỏ và đen.

## Huấn luyện viên
- liên_kết=|viền Fabrizio Castori (1998-99), (2000
- liên_kết=|viền Maurizio Pellegrino (2004-05)
- liên_kết=|viền Francesco Monaco (2005-06)
- liên_kết=|viền Andrea Camplone (2006-07)
- liên_kết=|viền Francesco Moriero (2007-08)
- liên_kết=|viền Eusebio Di Francesco (2008-09)
- liên_kết=|viền Dino Pagliari (2009-10)
- liên_kết=|viền Andrea Camplone (2010-11)
- liên_kết=|viền Carmine Gautieri (2011-13)
- liên_kết=|viền Marco Baroni (2013-14)
- liên_kết=|viền Roberto D'Aversa (2014-16)
- liên_kết=|viền Primo Maragliulo (2016)